# Isole Shiwaku
Le Isole Shiwaku (塩飽諸島, Shiwakushotō?) o Shiwakujima (塩飽島?) sono un arcipelago giapponese costituito da 28 isole situate nel Mare interno di Seto.

## Le isole
- Awashima
- Bentenjima
- Budojima
- Hiroshima
- Hitsuishijima
- Honjima
- Iwakurojima
- Kamimashima
- Karashima
- Karasugojima
- Kohadakajima
- Koseijima
- Koyoshima
- Mitsugojima
- Murokijima
- Nabeshima
- Nagashima
- Nizurajima
- Ōhadakajima
- Oteshima
- Sanagishima
- Seijima
- Shamijima
- Shimomashima
- Shiraishi
- Shishijima
- Takamijima
- Teshima
- Ushijima
- Wasashima
- Yoshima